# Vinícius Locatelli
Vinícius Farias Locatelli, noto semplicemente come Vinícius Locatelli (Campo Grande, 23 marzo 1998), è un calciatore brasiliano, centrocampista del Guarany de Bagé.

## Caratteristiche tecniche
È un trequartista.

## Carriera
Cresciuto nel settore giovanile della Chapecoense, ha esordito in prima squadra il 24 febbraio 2019 disputando l'incontro del Campionato Catarinense perso 2-0 contro il Marcílio Dias.

## Statistiche
Statistiche aggiornate al 18 agosto 2019.

### Presenze e reti nei club
| Stagione        | Squadra         | Campionato      | Campionato | Campionato | Coppe nazionali | Coppe nazionali | Coppe nazionali | Coppe continentali | Coppe continentali | Coppe continentali | Altre coppe | Altre coppe | Altre coppe | Totale | Totale | Totale |
| Stagione        | Squadra         | Comp            | Pres       | Reti       | Comp            | Pres            | Reti            | Comp               | Pres               | Reti               | Comp        | Pres        | Reti        | Pres   | Reti   |        |
| --------------- | --------------- | --------------- | ---------- | ---------- | --------------- | --------------- | --------------- | ------------------ | ------------------ | ------------------ | ----------- | ----------- | ----------- | ------ | ------ | ------ |
| 2019            | Chapecoense     | PD/SC+A         | 4+5        | 1+0        | CB              | 1               | 0               |                    | -                  | -                  |             | -           | -           | 10     | 1      |        |
| Totale carriera | Totale carriera | Totale carriera | 9          | 1          |                 | 1               | 0               |                    | 0                  | 0                  |             | -           | -           | 10     | 1      |        |

## Palmarès

### Club

#### Competizioni statali
- Campionato Catarinense: 1

Chapecoense: 2020
- Recopa Mineira: 1

Athletic: 2022
- Campionato Amazonense: 1

Amazonas: 2023

#### Competizioni nazionali
- Campeonato Brasileiro Série B: 1

Chapecoense: 2020
- Campeonato Brasileiro Série C: 1

Amazonas: 2023